# NGC 1381
NGC 1381 é uma galáxia {{{typ}}} localizada na direcção da constelação de Fornax. Possui uma declinação de -35° 17' 43" e uma ascensão recta de 3 horas, 36 minutos e 31,8 segundos.